# 田辺レオ
田辺 レオ（たなべ れお、2012年〈平成24年〉3月31日 - ）は、日本の子役俳優。神奈川県出身。
かつては芸能事務所「アヴァンセ」および「NEWSエンターテインメント」に所属していたが、現在はフリーで活動している。主に舞台を中心に出演しており、作りすぎない自然な演技や存在感が持ち味とされる。

## 人物
歌とゲームが好きな一方で、人見知りな一面もあるが、打ち解けるとすぐに友達になってしまうタイプ。
現場では年齢問わず周囲と打ち解けることが多く、交友関係は広い。

## 出演

### CM
- ケンタッキーフライドチキン 創業記念パック 高畑充希編

### テレビドラマ
- 越路吹雪物語（河野優作 幼少期 役）

### バラエティ
- 昭和偉人伝
- 奇跡体験!アンビリバボー
- 踊る!さんま御殿!!
- ナニコレ珍百景
- 直撃!シンソウ坂上

## 舞台

### 2024年
- 演劇企画集団Y3「サカトセ」
- Charm「Withered Life ～苛烈玖州事変～」 才神汐恩 役
- 劇団スクランブル「SERVICEDAY」The prince 役

### 2023年
- Charm「フクロウガスム」 ミナミ 役

### 2021年
- 演劇企画集団Y3「うつら、うつら」
- 進戯団夢命クラシックス「EMPEROR WARS」 三国王 魏 役
- amipro「時が巡る金木犀」 秀彦 役

### 2020年
- TRIPLE PLAY 秋2020子どもミュージカル「ランの宝物～ランとティンラの小さな旅～」 トビ 役
- 演劇企画集団Y3「ぽんぽん」

### 2019年
- +new Company「千年に1度の奇跡」 キリ役・トビ役
- 演劇企画集団Y3「3じのおやつ」
- SPINNINRONIN「三國志 勇敢なバッタ」 曹操孟徳 幼少役・諸葛亮孔明 幼少役
- A’company「GET OUT! STREET!!～Broken town～トゥー・ウェイ・ストリート」 ポール 役

### 2018年
- 進戯団夢命クラシックス「ROSE GUNS DAYS ～Season3～」 舞扇祐司 役
- 演劇企画集団Y3「僕はジョンソン」